# Lyrestads kyrka

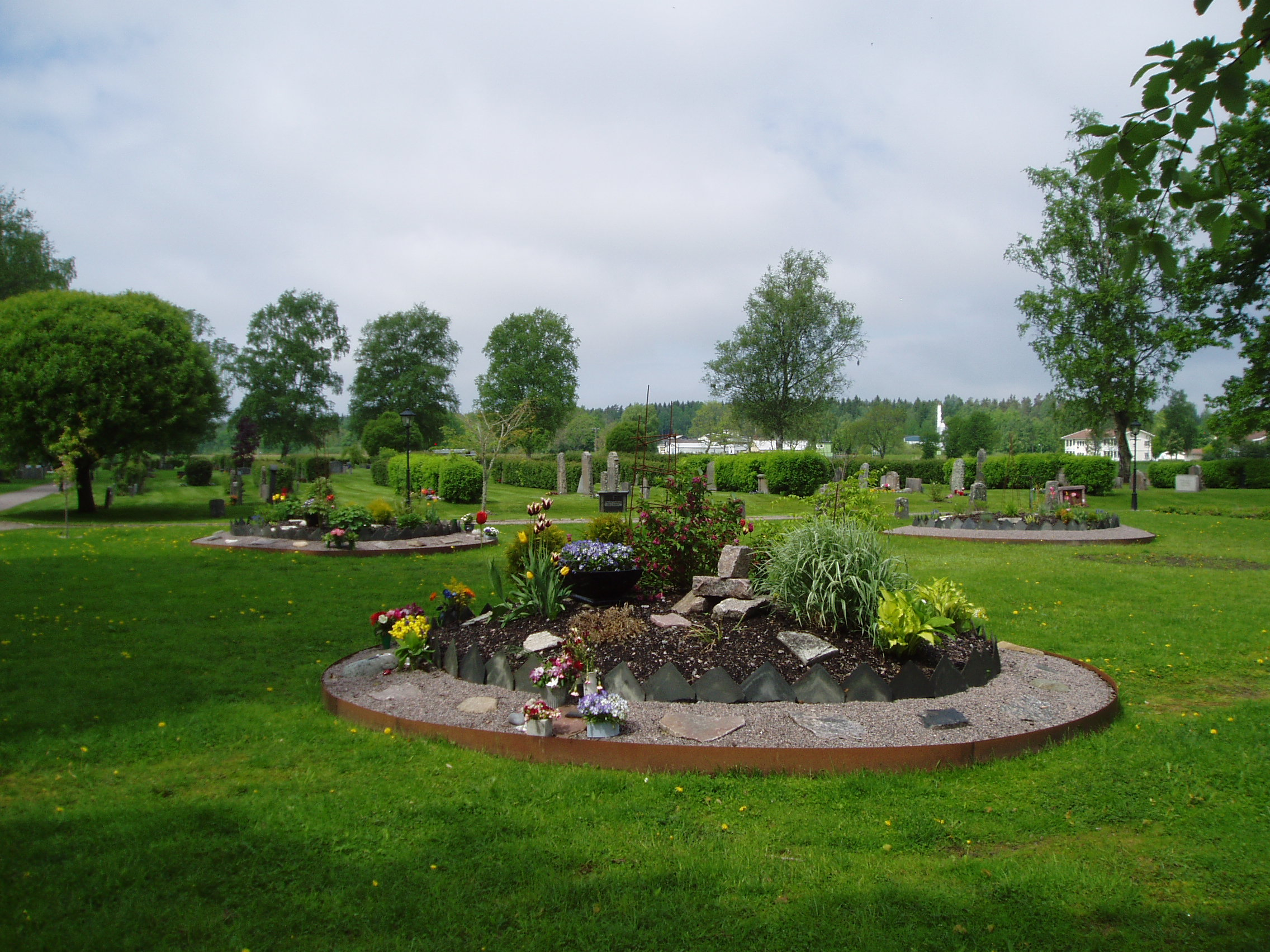
Kyrkogården

Lyrestads kyrka är en kyrkobyggnad som tillhör Lyrestads församling i Skara stift. Den ligger i tätorten Lyrestad i Mariestads kommun.

## Kyrkobyggnaden
Ursprungliga stenkyrkan byggdes på medeltiden. Delar av dess norra vägg ingår i nuvarande kyrkobyggnad som uppfördes 1674. Ett kyrktorn byggdes till 1690 och på 1700-talet byggdes nuvarande sakristia.
I sin nuvarande form består kyrkan av ett stort, rektangulärt långhus med ett tresidigt kor i öster. Vid västra kortsidan finns ett smalare kyrktorn. Mitt på södra långsidan finns ett vapenhus och norr om koret en sakristia. Kyrkan har ett brant sadeltak täckt med träspån. Torntaket är täckt med kopparplåt. Ovanpå torntaket finns en sluten fyrsidig lanternin av trä, också täckt av kopparplåt. Lanterninen kröns med ett kors som troligen är av koppar. Kyrkans ytterväggar är spritputsade och vitmålade.
Kyrkorummet är indelat i tre skepp och har innertak med kryssvalv av trä.

## Inventarier
- En tronande madonnaskulptur från sent 1100-tal utförd i björk. Höjd 82 cm. [1]
- Predikstolen i renässansstil med baldakin är målad 1652, men kan vara tillverkad redan vid slutet av 1500-talet. 1674 kompletterades predikstolen med barockskulpturer föreställande apostlarna. Skulpturerna är numera placerade på nordväggen.
- Altartavlan i barockstil är skänkt till kyrkan 1674 av kyrkoherde Jonas Rudberus.
- En dopfunt är från medeltiden.
- Nuvarande orgel med 19 stämmor två manualer och pedal byggdes 1989 av Smedmans Orgelbyggeri. Fasaden härrör från den orgel som byggdes 1770 av domkyrkoorganisten och orgelbyggaren Johan Ewerhardt d.ä.

## Orglar

### Läktarorgel
- 1674 uppförde Jonas Rudberius ett orgelverk till den nya kyrkan.[2]
- 1770 byggde Johan Ewerhardt d.ä., Skara, en ny orgel på 12 stämmor.
- 1885 byggde J. A. Johansson, Mösseberg, ett nytt orgelverk på 8 stämmor.
- 1931 tillverkade Nordfors & Co en ny orgel. Den omdisponerades 1953 av Frede Aagaard och fick då 14 stämmor.
- 1989 byggde Smedmans orgelbyggeri en ny helmekanisk orgel med 18 stämmor fördelade på 2 manualer och pedal. Den nytillverkades som en stilkopia av Johan Ewerhardts instrument från 1770. Originalfasaden från denna orgel återanvändes.

| Huvudverk (I) C-g3 | Svällverk (II) C-g3 | Pedal C-g1    | Koppel |
| Gedackt 8'         | Kortflöjt 8'        | Untersatz 16' | II/I   |
| Qvintadena 8'      | Fleut Douce 4'      | Octava 8'     | I/P    |
| Principal 4'       | Salzinal 4'         | Octava 4'     | II/P   |
| Waldflöjt 4'       | Spetsflöjt 2'       | Basun 16'     |        |
| Qvinta 3'          | Dulcian 8' B        |               |        |
| Octava 2'          | Vox Humana 8' D     |               |        |
| Scharf 3 ch        | Tremulant           |               |        |
| Trumpet 8'         |                     |               |        |

### Kororgel
- 1986 införskaffades en 4-stämmig orgel byggd av Smedmans orgelbyggeri 1983. Den hade tidigare stått i Mariestads Domkyrka. 2008 flyttades den vidare till Hassle kyrka.

| Manual C-g3       | Pedal C-d1 |
| Gedackt 8'        | Bihängd    |
| Koppelflöjt 4'    |            |
| Principal 2'      |            |
| Nasat 1 1/3'      |            |
| Crescendosvällare |            |